# Urothemis signata
Urothemis signata – gatunek ważki z rodziny ważkowatych (Libellulidae).